# Lingenau
Lingenau ist eine Gemeinde im österreichischen Bundesland Vorarlberg in der Region Vorderer Bregenzerwald mit 1586 Einwohnern (Stand 1. Jänner 2024).

## Geografie
Lingenau liegt im westlichsten Bundesland Österreichs, Vorarlberg, im Bezirk Bregenz südöstlich des Bodensees auf 685 Metern Höhe. 30,8 % der Fläche sind bewaldet.
Es existieren keine weiteren Katastralgemeinden in Lingenau. Der Ort ist Mitglied des deutsch-österreichischen Gemeinschaftsprojekts Naturpark Nagelfluhkette.
Nachbargemeinden
Die Gemeinde Lingenau grenzt an vier andere Vorarlberger Gemeinden.
|               | Langenegg                                   |          |
| Alberschwende | Kompassrose, die auf Nachbargemeinden zeigt | Hittisau |
|               | Egg                                         |          |

## Geschichte
„Lindigenowe“ wurde 1227 erstmals urkundlich erwähnt. Es ist die älteste Siedlung des Vorderen Bregenzerwaldes und gehörte lange Zeit zum Klostergut der Mehrerau.
In Lingenau bestand jahrhundertelang bis zur Zeit des Zweiten Weltkriegs das Bad Hohl, wo eine eisenhaltige Quelle (Maxriese) genutzt wurde.
Die Habsburger regierten die Orte in Vorarlberg wechselnd von Tirol und Vorderösterreich (Freiburg im Breisgau) aus. Von 1805 bis 1814 gehörte der Ort zu Bayern, dann wieder zu Österreich. Zum österreichischen Bundesland Vorarlberg gehört Lingenau seit der Gründung 1861.
Von 1902 bis 1983 hatte Lingenau zusammen mit Hittisau einen Bahnhof an der Bregenzerwaldbahn, von 1945 bis 1955 war der Ort Teil der französischen Besatzungszone in Österreich.

### Bevölkerungsentwicklung
Ende 2002 lag der Ausländeranteil bei 7,0 Prozent. In den zwei Jahrzehnten von 1991 bis 2011 blieb die Einwohnerzahl nahezu konstant, da die Geburtenbilanz im gleichen Ausmaß positiv wie die Wanderungsbilanz negativ war.

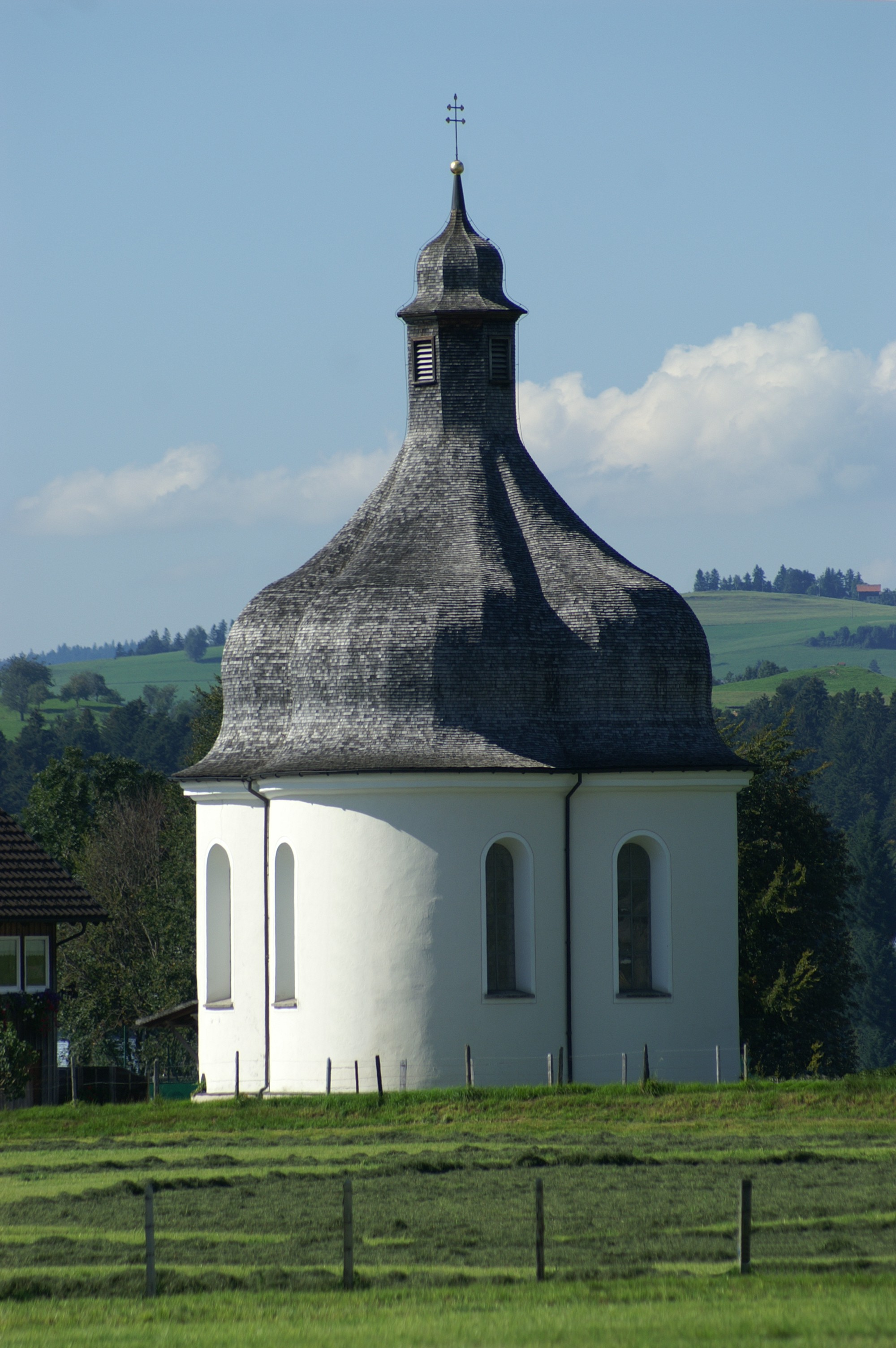
Kapelle hl. Anna (2007)

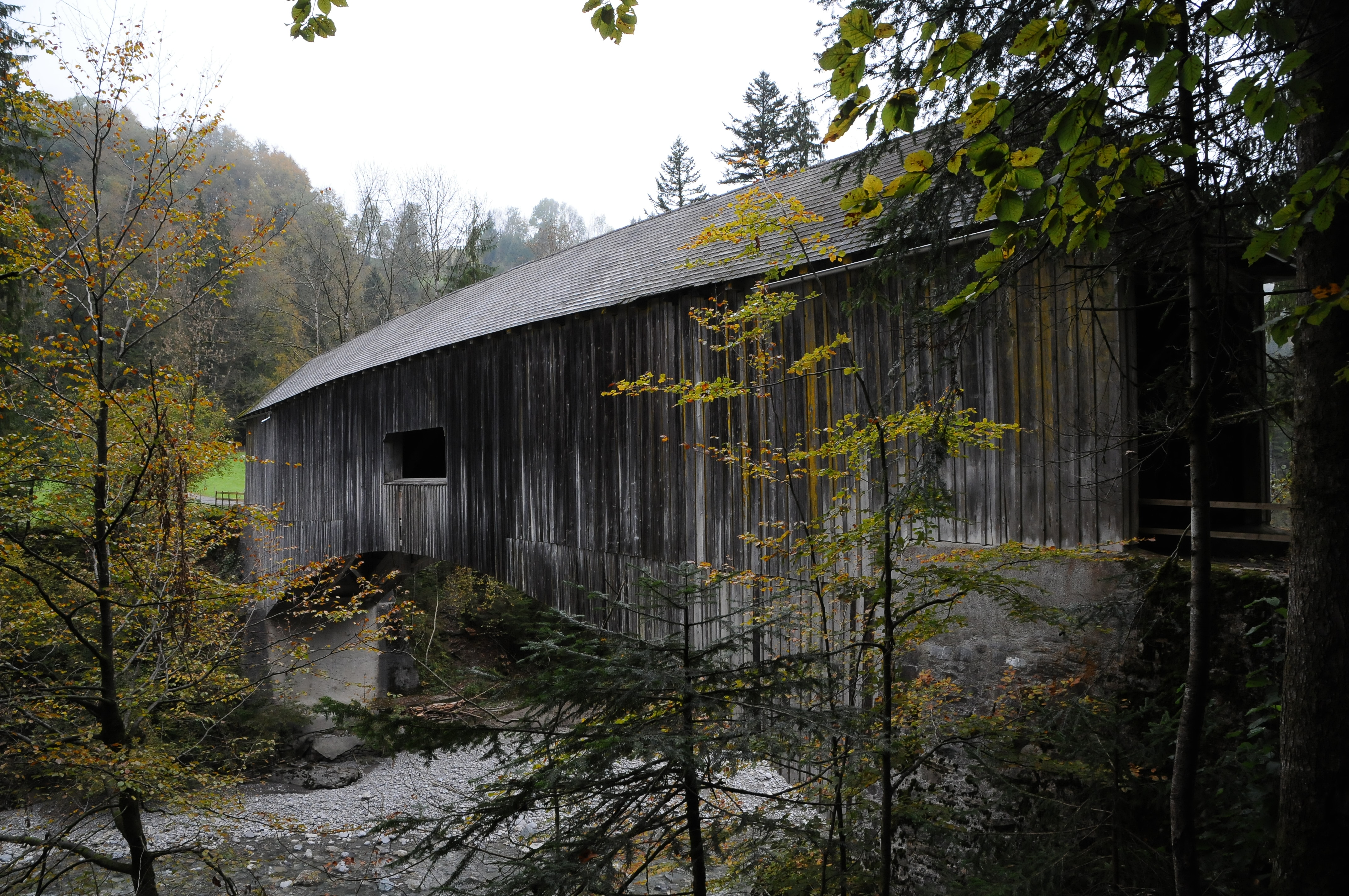
Gschwendtobel-Brücke (2011)

## Kultur und Sehenswürdigkeiten

### Bauwerke
- Die Pfarrkirche hl. Johannes der Täufer mit Chor, Langhaus und Nordturm im Neoromanischen Stil aus dem 19. Jahrhundert erhielt 2010 einen Umbau mit dem Altar in der Mitte des Langhauses. Die im Jahre 1964 vom Schrunser Künstler Konrad Honold gestalteten Fenster wurden restauriert. In der Fensterrosette über der Empore sind die Symbole der vier Evangelisten dargestellt.
- Die Kapelle hl. Anna auf dem Felde aus dem Jahr 1722 zeigt einen reinen Barockstil. Die durch ihre einzigartige Grundform einmalige Kapelle liegt außerhalb des Dorfes an der Straße nach Müselbach. Erbaut wurde sie anstelle einer früheren Kapelle vom Lingenauer Baumeister Konrad Nussbaumer zusammen mit dem Zimmermeister Konrad Bilgeri.

Die Kapelle wurde aus Quelltuffstein errichtet und besitzt farbige Kirchenfenster mit Darstellungen verschiedener Heiliger und Seliger. 1894 erfolgte eine Innenrestaurierung mit Gemälden von Jakob Bertle (1837–1911).
Das Deckenfresko „Vorarlbergia Sankta“ (Darstellung der Begründung der Diözese Feldkirch; 1968) sowie die zwei Altarbilder stammen vom Schrunser Künstler Konrad Honold (1918–2007). Die St. Anna-Kapelle steht unter Denkmalschutz.
- Die Gschwendtobel-Brücke errichtete 1834 Alois Negrelli, sie verbindet Lingenau mit Egg.
- Die Lingenauer Hochbrücke ist als 370 Meter lange Stahlbeton-Bogenbrücke eine der größten Brücken Mitteleuropas.

### Naturdenkmäler

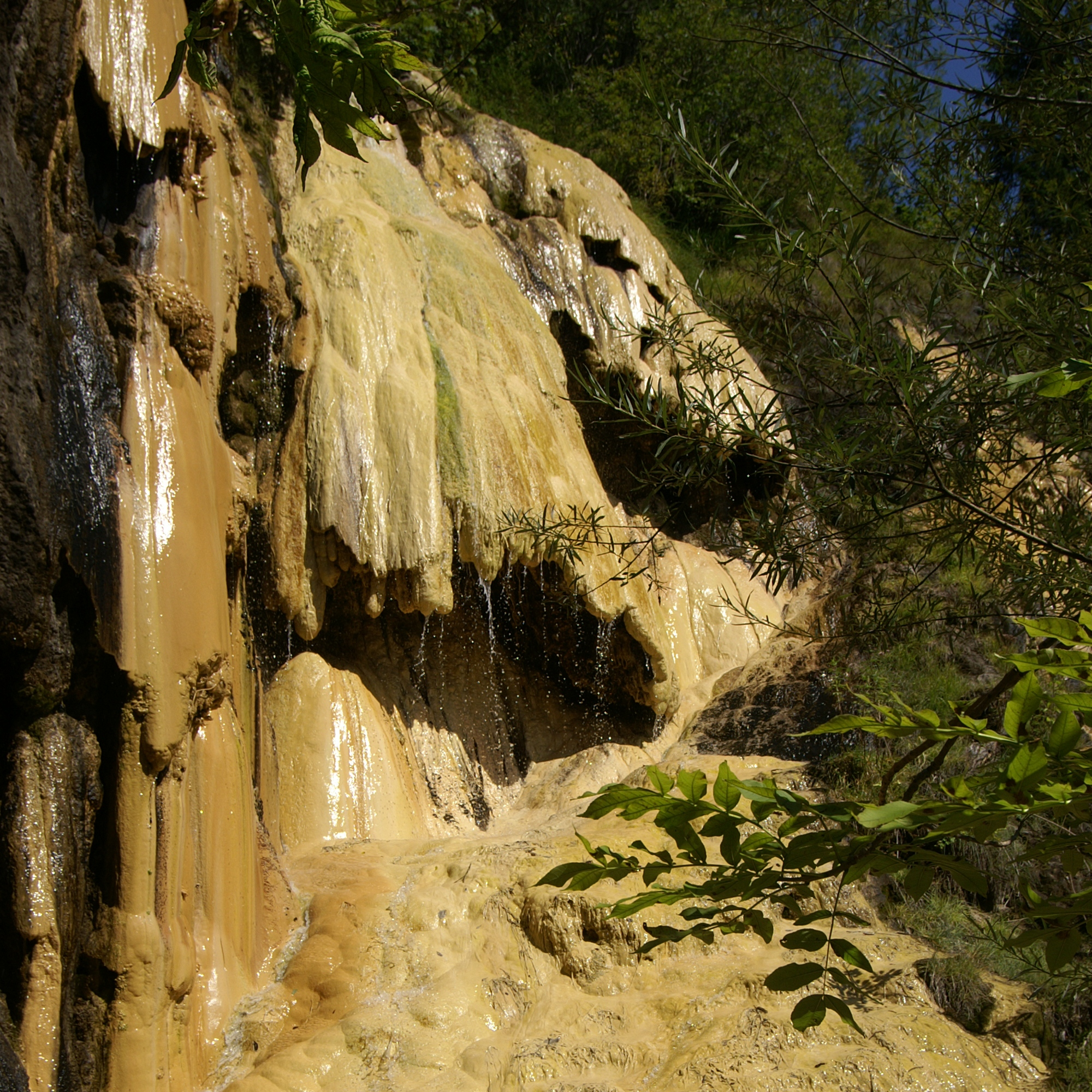
Quelltuffnase (Travertin)

Es gibt einen Quelltuff-Naturlehrpfad. Ein Quellbach scheidet über 40 Höhenmeter massiven Quelltuff (Kalksinter) ab. Diese Sehenswürdigkeit entstand in der Späteiszeit.

## Wirtschaft und Infrastruktur
Im Jahr 2015 gab es in Lingenau 786 Erwerbstätige und mit dem Stichtag 31. Dezember 2017 waren 56 Lehrlinge im Ort. Im Tourismusjahr 2016/17 wurden 45.938 Übernachtungen gezählt, 17.287 im Winter und 28.651 im Sommer.
Der Anteil der landwirtschaftlichen Flächen an der Gesamtfläche liegt bei 57 %.

### Öffentliche Einrichtungen
Als öffentliche Sicherheitseinrichtung unterhält die Gemeinde Lingenau eine Freiwillige Feuerwehr, welche von der Gemeinde ausgerüstet und finanziell unterhalten wird. Die Ortsfeuerwehr Lingenau besteht aus zwei Zügen und ist eine der 27 Stützpunktfeuerwehren für hydraulisches Rettungsgerät in Vorarlberg. 2001 wurde unter Kommandant HBM Georg Winder eine eigene Jugendfeuerwehr innerhalb der Feuerwehr Lingenau gegründet.
Lingenau wird von der Rettungs-Abteilung Egg des Österreichischen Roten Kreuzes im Rahmen von Rettungseinsätzen und Krankentransporten mitbetreut. Das Gemeindegebiet von Lingenau gehört zum Rayon der Polizeiinspektion Hittisau.

### Bildung
Im Kindergarten in Lingenau werden 88,1 % der 3–6-Jährigen betreut. Weiters gibt es im Ort eine Volksschule, eine Mittelschule und eine Musikmittelschule mit insgesamt 313 Schülern (Stand Schuljahr 2016/17).

## Politik

### Gemeindevertretung
In Vorarlberg wählen die Bürger alle fünf Jahre die Mitglieder der Gemeindevertretung durch Ankreuzen eines Listen-Wahlvorschlages bzw. durch Mehrheitswahl wenn kein Listenvorschlag vorliegt. Weiters den Bürgermeister durch Ankreuzen eines Wahlvorschlages.
Die Gemeindevertretung wählt in der konstituierenden Sitzung aus ihrer Mitte – sofern keine Wahl durch die Bürger zustande kam – gemäß § 61 Gemeindegesetz einen Bürgermeister und dann einen mindestens dreiköpfigen Gemeindevorstand. Die Zahl dieser „Gemeinderäte“ darf aber gemäß § 55 den vierten Teil der Zahl der Gemeindevertreter nicht übersteigen.
Der Bürgermeister führt den Vorsitz bei den generell öffentlichen Sitzungen der Gemeindevertretung, in denen kommunale Belange besprochen und Beschlüsse gefasst werden. Beobachter haben kein Mitspracherecht und kein Stimmrecht. Die Gemeindevertretung kann nach Bedarf Ausschüsse bestellen. Sitzungen des Gemeindevorstandes und der Ausschüsse sind nicht öffentlich.

#### Sitzverteilung nach den Wahlen
- Gemeindevertretungswahlen 1985: Bürger- und ÖVP Liste 15.[8]
- Gemeindevertretungswahlen 1990: Bürger- und ÖVP Liste 15.[9]
- Gemeindevertretungswahlen 1995: Bürgerliste und ÖVP Liste Lingenau 15.[10]
- Gemeindevertretungswahlen 2000:Lingenauer Bürger- und ÖVP-Liste 15.[11]
- Gemeindevertretungswahlen 2005: Lingenauer Bürgerliste 15.[12]
- Gemeindevertretungswahlen 2010: Lingenauer Bürgerliste 15.[13]
- Gemeindevertretungswahlen 2015: Lingenauer Bürgerliste 15.[14]
- Gemeindevertretungswahlen 2020:Lingenauer Bürgerliste 15.[15]
- Gemeindevertretungswahlen 2025:Lingenauer Bürgerliste 18.[16]

### Bürgermeister
- 1945–1946 Otto Gmeiner[17]
- 1946–1946 Alois Eberle[17]
- 1946–1960 Alois Schedler[17]
- 1960–1977 Alfons Fehr[17]
- 1977–1995 Georg Bereuter[17]
- 1995–1996 Peter Bilgeri[17]

- 1996–2010 Peter Bereuter[17][18]

- 2010–2020 Annette Sohler (Bürgerliste)[19]

- 2020–2021 Carmen Steurer[20]
- seit 4. Oktober 2021 Philipp Fasser (Bürgerliste)[21]

### Wappen
Der Gemeinde wurde 1966 folgendes Wappen verliehen: In einem roten Schild ein pfahlweise gekreuzter silberner Schlüssel mit dem Griff unten.

## Persönlichkeiten

### Ehrenbürger der Gemeinde
- 1909: Josef Fink, Pfarrer und Politiker[23][24]

### Söhne und Töchter der Gemeinde
- Anton Karl von Willburg (1728–1789), Arzt
- Ludwig Hagspiel (1922–2012), Politiker (ÖVP) und Landwirt
- Elmar Bereuter (* 1948), Schriftsteller
- Erich Schwärzler (* 1953), Politiker (ÖVP)
- Bernardo Bader (* 1974), Architekt
- Stefan Simma (* 1979), Politiker (ÖVP)

## Sonstiges
Lingenau wurde von den Lesern der Vorarlberger Nachrichten im Jahr 2006 zum bereits dritten Mal zur „schönsten Blumengemeinde in Vorarlberg“ gewählt.